# Вріксум
Вріксум (нім. Wrixum) — громада в Німеччині, розташована в землі Шлезвіг-Гольштейн на території  острова Фер. Входить до складу району Північна Фризія. Складова частина об'єднання громад Фер-Амрум.
Площа — 7,55 км2. Населення становить 602 ос. (станом на 31 грудня 2020).